# 湫山乡 (仙居县)
湫山乡是中国浙江省仙居县所辖的一个镇。面积108.25平方千米，人口1.75万人。邮编：317312。

## 历史沿革
1949年建湫山乡，1958年为管理区，1961年设公社，1984年改乡，1992年方宅、杨岸两乡并入。

## 行政区划
乡政府驻溪口张村。

下辖40个行政村：溪口张、石柱山、子田、小叶山、永联、塘屋基、前庄、叶岩头、黄寮、黄泥山、湖头、官里、下岸、上村、方宅、南坑、芭蕉坑、大坑、长家坑、高余、湫山、四都、上田、沙地、上湖、前山、外塔溪、山后坑、牛脚、长溪、陈溪、抱龙、东回、陈村、陈上官、杨岸、大岭脚、高池、上湾、雅溪。